# Clã Torii

O Mon (brasão) do Clã Torii

O Clã Torii (鸟居氏, Torii-shi) era um clã samurai dos períodos Sengoku e Edo da história do Japão. Eram vassalos do Clã Tokugawa desde o final do Século XVI. Torii Suneemono talvez seja o mais famoso do Clã por sua bravura e valentia acabou crucificado por Takeda Katsuyori em 1575 no Cerco do Castelo Nagashino.
Ao Clã foi concedido originalmente o Domínio de Yahagi na Província de Shimōsa em 1590, avaliado em cerca de  40.000 koku . Após o estabelecimento do Shogunato Tokugawa , em 1606 aos Torii foi entregue o Domínio de Iwakidaira  na Província de Mutsu, avaliado em cerca de 100 mil koku . Em 1622 eles se mudaram mais uma vez para Domínio de Yamagata na Província de Dewa , com uma renda anual de 260 mil koku . Torii Tadatsune morreu sem herdeiros em 1636, e seu Domínio, foi revertido para o shogunato, a seu irmão Torii Tadaharu foi dado Domínio de Takatō na Província de Shinano (30000 koku) .

## Membros Importantes
- Torii Tadayoshi (d. 1571)
- Torii Suneemono (1540 – 1575)
- Torii Mototada (1539–1600)
- Torii Tadamasa (1567–1628)
- Torii Naritsugu
- Torii Tadatsune (d. 1636)
- Torii Tadaharu (1608–1651)
- Torii Yōzō (1804–1874)